# 朝阳镇 (哈尔滨市)
朝阳镇是中国黑龙江省哈尔滨市香坊区下辖的一个行政建制镇，位于哈尔滨市南端，南与平房区相邻，西邻南岗区，102国道、京哈公路、拉滨铁路过境。